# Barbados
Barbados (phiên âm Tiếng Việt: Bác-ba-đốt), tên chính thức là Cộng hoà Barbados, là một đảo quốc độc lập ở phía tây của Đại Tây Dương, phía đông của biển Caribe.

## Chính trị

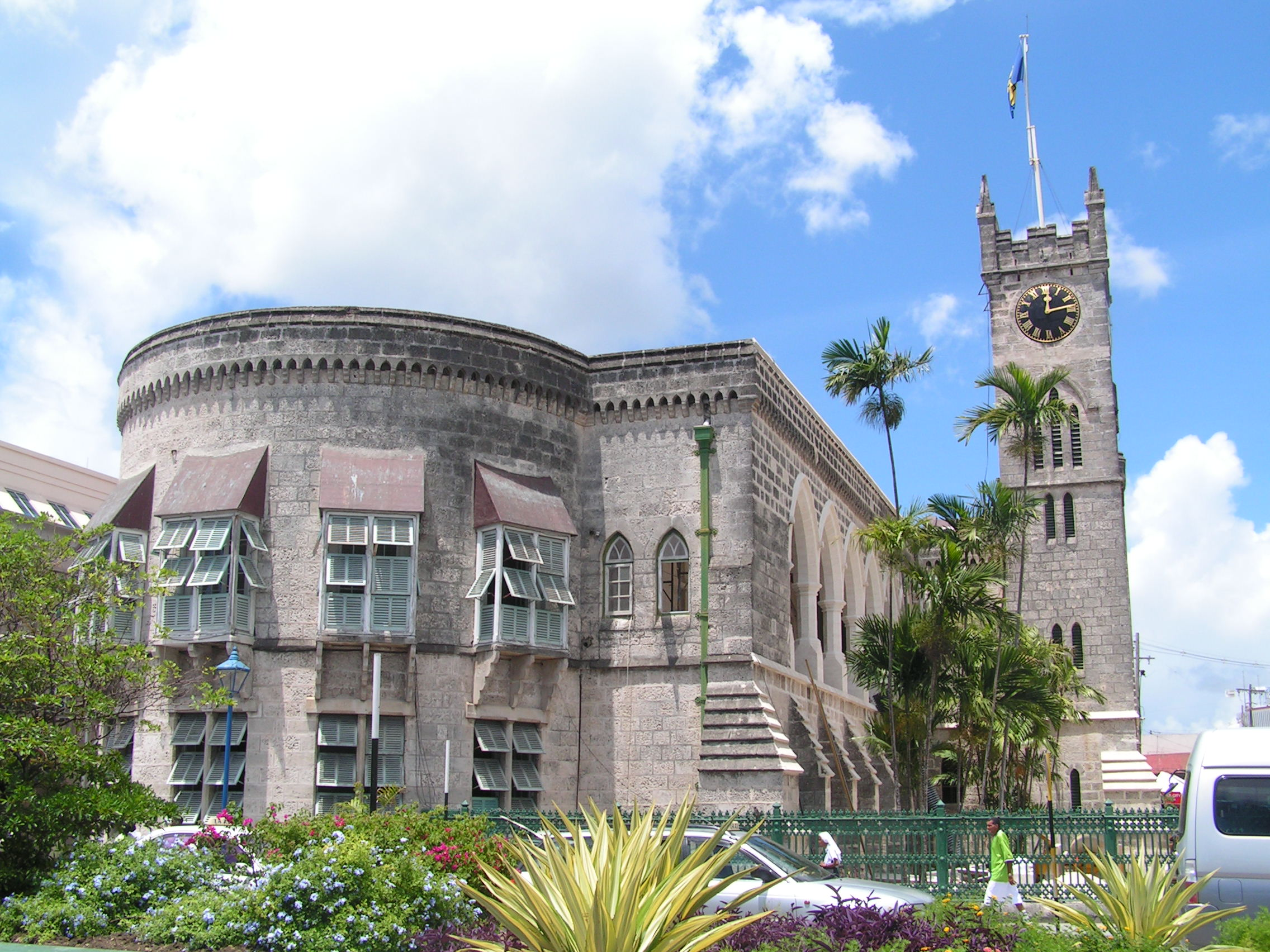
Tòa nhà quốc hội Barbados

## Địa lý và khí hậu

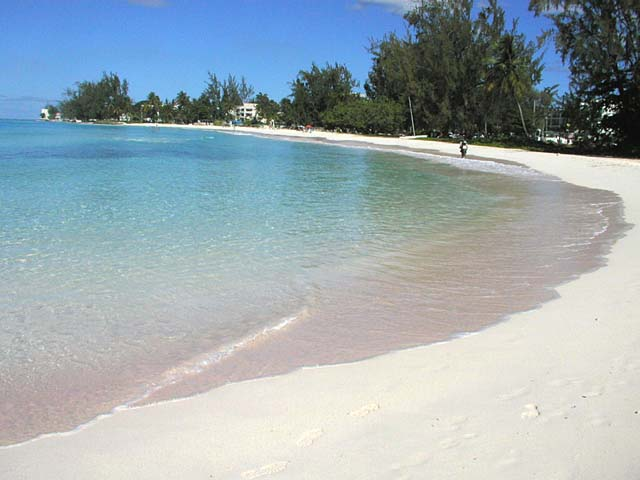
Bãi biển gần Bridgetown, Barbados.

## Hành chính

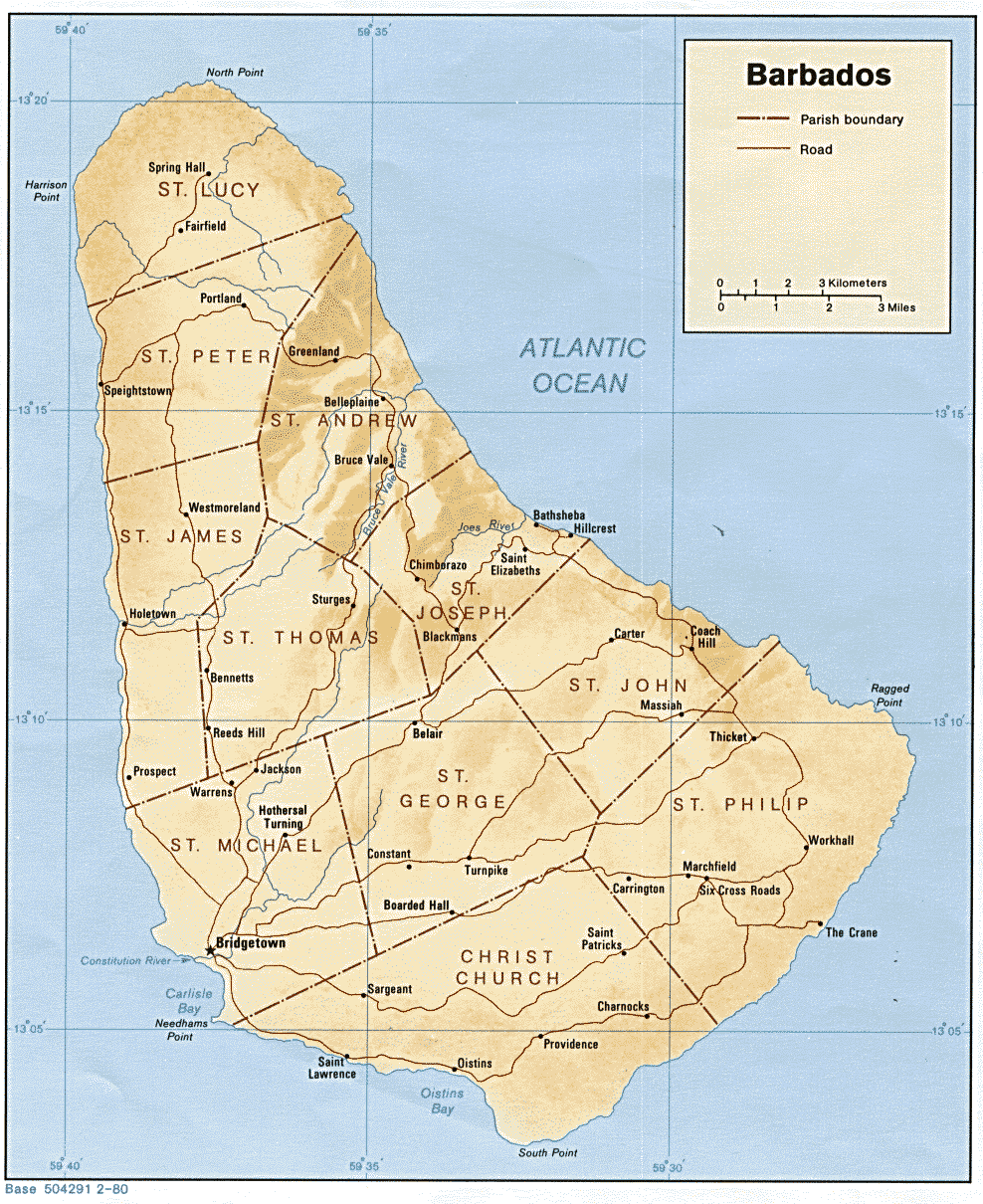
Bản đồ Barbados

### Âm nhạc

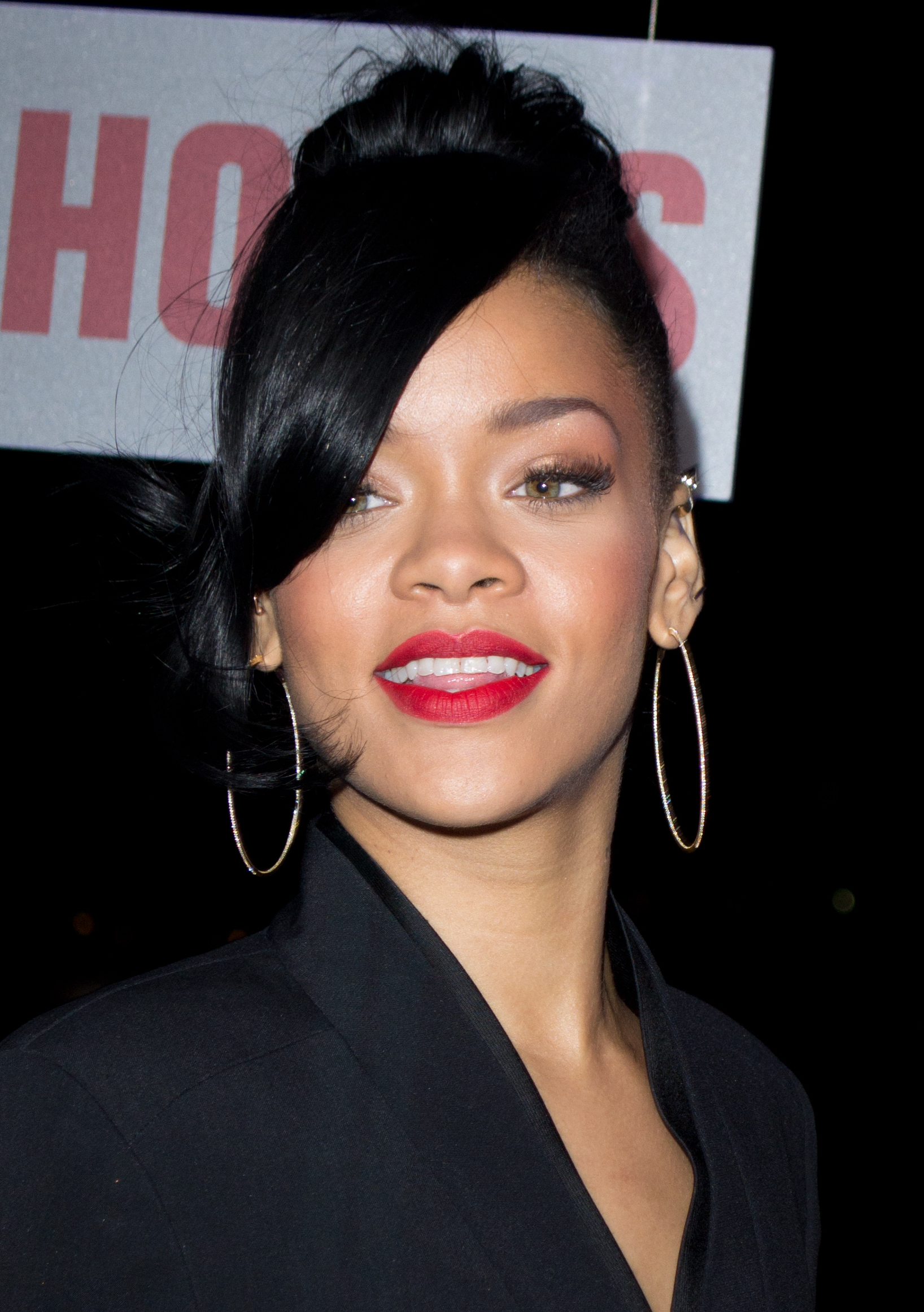
Rihanna, nghệ sĩ người Barbados đầu tiên bán được hơn 200 triệu bản album trên toàn thế giới.